# Xã Moraine, Quận Grand Forks, Bắc Dakota
Xã Moraine (tiếng Anh: Moraine Township) là một xã thuộc quận Grand Forks, tiểu bang Bắc Dakota, Hoa Kỳ. Năm 2010, dân số của xã này là 66 người.